# Hacienda de Mondragón (Potosí)
La hacienda de Mondragón ubicada a 25 kilómetros de la Villa Imperial de Potosí, en la localidad de Mondragón, fue construida en el siglo XVIII. Pertenecía a Pedro Mondragón quien era considerado el hombre más rico de América en ese siglo.

## Arquitectura
Esta hacienda cuenta con dos patios, el primer patio cuenta con tres crujías en forma de herraje, este se conecta con el segundo patio mediante un zaguán , cuenta con un corredor de arquería desde donde se puede observar el área de los cultivos que se conectan mediante unas escalinatas de piedra.
El segundo patio destinado para uso de servicios y dependencias, también se cuenta con una terraza donde se observa el otro sector de cultivos.